# 第六共和國 (大韓民國)
第六共和國（：／ Che-yuk Konghwaguk ?）是指大韓民國從1988年至今的政府與歷史時期，以1988年2月25日施行的第6版《大韓民國憲法》（通稱「第六共和國憲法」）而得名。至今已持續37年4个月又11天，是大韓民國成立以來維持最久的政權。

## 歷史
1987年6月，韓國發生要求當時執政的全斗煥政府施行民主改革的六月民主運動，導致被全斗煥欽點為接班人的盧泰愚「民主化宣言」，承諾將制定新憲法、總統直選等民主化措施。1987年12月16日，韓國舉行第13任總統選舉，在這第一次不受政治干預的總統選舉中，盧泰愚以民主正義黨（後改為大國家黨、新國家黨、新世界黨、自由韓國黨等，今國民力量前身）籍身分成功當選。1988年2月25日，第六共和國憲法正式施行，同時盧泰愚正式接替全斗煥就任韓國總統，象徵第五共和國時代結束、以及第六共和國的開始，韓國終結近40年的軍政獨裁統治、正式邁入民主化時期。
進入第六共和國時代後，為了與中華人民共和國的經貿合作，盧泰愚政府急切希望改善和中华人民共和国關係，自上任後不久即與中華人民共和國政府展開建交談判並達成協議；因此在1988年漢城奧運会時，中華人民共和國的代表隊得以順利參賽。1992年8月24日，韓國與中華人民共和國建交，並依一個中國政策與在台灣的中華民國政府斷交；盧泰愚在建交後旋即應中國國家主席楊尚昆邀請訪華，並與中國共產黨總書記江泽民會面。由於韓國對中華民國的斷交方式過於匆促及激烈（例如沒收中華民國駐韓大使館的產權），直接影響了台灣與韓國在官方或民間上的關係，至今也是台韩关系難以正面發展的阻力之一。
1995年11月16日，盧泰愚因籌集和侵吞秘密政治資金而被捕，成為韓國歷史上第一位在法庭公開受審的前總統。1996年8月26日，漢城地方法院以主動參與軍事叛亂和內亂罪、謀殺上司未遂罪及受賄罪，判處盧泰愚有期徒刑22年6個月；後來經提出上訴後，減刑改為監禁17年。1997年12月盧泰愚獲候任總統金大中特赦，1998年初才獲得假釋。
1992年，金泳三當選大韓民國第14任總統。金泳三總統任內主動積極打擊貪污、推動韓國的「世界化」運動政策。1997年金泳三任期即將結束之際，由於未能妥善處理亞洲金融危機，韓國接受國際貨幣基金組織（IMF）提供援助；導致在11月中旬爆發金融風暴。
1997年，金大中當選大韓民國第15任總統後，推動韓國金融體制改革、影視文化政策，以使經濟、娛樂工業發達得以恢復。2000年，他推動陽光政策，並首度與時任朝鮮勞動黨總書記金正日舉行南北雙邊會談，並因此使他贏得當年的諾貝爾和平獎。
2002年，盧武鉉當選大韓民國第16任總統，2004年3月一度遭到彈劾，但被宪法法院法官否決。
2007年10月2日－4日，盧武鉉政府與北韓召開了第二次首腦會晤並簽訂了《北南關係發展與和平繁榮宣言》。
2007年，李明博當選大韓民國第17任總統，提出「無核、開放、3000構想」政策、對朝鮮開始實行「胡蘿蔔加大棒」政策。2010年朝鮮人民軍炮擊延坪島後，促使南北全部經貿合作中斷。
2012年，朴槿惠當選大韓民國第18任總統，成功締造韓國第3次政黨輪替。朴槿惠也成為韓國歷史上首位女性國家元首。2013年5月7日，朴槿惠飛往美國，會見美國總統巴拉克·奥巴马，就對朝鮮問題進行探討。
2016年12月9日因崔順實事件而被韩国国会通過彈劾，總統職權即時停止。是繼2016年4月17日巴西的迪爾瑪·羅塞夫之後世界上第二位遭彈劾的女總統。
2017年第19屆大韓民國總統選舉，原預計於2017年12月20日舉行，由於朴槿惠因被韩国国会弹劾，并遭韩国宪法法院裁定有罪而解除總統職權，總統選舉因而提前舉行。
2017年5月9日，总统选举提前举行，共同民主党提名候选人文在寅当选大韩民国第19任总统。2018年4月27日，文在寅與朝鮮最高領導人金正恩在南韓一側的板門店和平之家舉行第三次南北韓首腦會談。
2022年3月9日，尹錫悅當選第20任大韓民國總統，5月10日就职，并强调其任期内将扩大美日韩之间的合作，并对中朝采取更强硬的态度。
2022年10月24日，南北韓在朝鮮半島西部海域互相開火示警。
2022年12月26日，朝鮮無人機越界侵犯韓國領空，在韓國首爾、仁川江華等地上空飛行約7小時。韓國軍隊雖實施了射擊等應對作戰，但未能命中目標。
2023年1月17日，南韓指，朝鮮勞動黨總書記金正恩在朝鮮勞動黨八屆六中全會上將韓方界定為「明確的敵人」。2023年2月16日，韓國國防部發佈2022年版《國防白皮書》，明確指出「北韓政權和北韓軍是我國（大韓民國）的敵人」，是時隔六年再次出現「北韓是敵人」的表述。
2023年2月24日，韩国统一部表示过去两年，南北之间人员往来完全中断。
2024年12月3日晚間10時27分，總統尹錫悅指共同民主黨為首的反對黨同情北方共產政權、透過反國家活動癱瘓政府。並以此為由宣布全國戒嚴。其後，在野黨於2024年12月4日凌晨0時47分，國會以190比0的壓倒性票數通過解除戒嚴。
在戒嚴事件落幕後，國會於2024年12月14日通過彈劾，並即時停職。2024年12月31日，首爾西部地方法院以涉嫌內亂首領罪及濫用職權行使權利為由發出逮捕令，為韓國憲政史上首次對現任總統發出逮捕令。2025年1月15日，尹锡悦被逮捕。2025年1月19日，首爾西部地方法院裁定羈押尹錫悅，再度創下韓國憲政史首例，羈押至2025年3月8日獲釋。
2025年4月4日，韩国宪法法院以8:0一致裁定弹劾成立，尹锡悦即刻免職，成为韩国繼朴槿惠後第二位因彈劾而下台的總統。
2025年6月3日，李在明當選第21任韩国总统。2025年6月4日上午，李在明在首尔汝矣岛韩国国会宣誓就任第21任韩国总统。

## 脚注
1. ↑  . 大纪元 www.epochtimes.com. 2022-06-08  [2022-06-10]. （原始内容存档于2022-06-12） （中文（简体））.
2. ↑  Sang-Hun, Choe. . 纽约时报中文网. 2022-05-11  [2022-06-10]. （原始内容存档于2022-06-10） （中文（简体））.
3. ↑  .   [2022-10-24]. （原始内容存档于2022-10-25）.
4. ↑  . RFI - 法國國際廣播電台. 2022年12月27日  [2023年5月3日]. （原始内容存档于2022年12月29日）.
5. ↑  장리리. . 韩联社（韩国联合通讯社）. 2023-01-17  [2023-02-16]. （原始内容存档于2023-02-16） （中文）.
6. ↑  . world.kbs.co.kr.   [2023-02-16]. （原始内容存档于2023-03-06） （中文）.
7. ↑  손문정. . 韩联社（韩国联合通讯社）. 2023-02-16  [2023-02-16]. （原始内容存档于2023-02-20） （中文）.
8. ↑  . www.yzwb.net.   [2023-05-03]. （原始内容存档于2023-02-25）.
9. ↑  . DW. 2024-12-03  [2024-12-03]. （原始内容存档于2024-12-03）.
10. ↑  . 美國之音. 2024-12-03  [2024-12-03].
11. ↑  劉耀洋, 洪怡霖. . 香港01. 2024-12-03  [2024-12-03] （中文（香港））.
12. ↑  . 韓民族日報. 2024-12-31.
13. ↑  . 东方日报. 2025-01-15 （中文）.
14. ↑  . 聯合新聞網. 2025-01-19  [2025-01-19].
15. ↑  . 中央社. 2025-03-08  [2025-03-08] （中文）.